# Iranoraphidia
Iranoraphidia is een geslacht van kameelhalsvliegen uit de familie van de Raphidiidae. 
Iranoraphidia werd voor het eerst wetenschappelijk beschreven door H. Aspöck & U. Aspöck in 1975.

## Soort
Het geslacht Iranoraphidia omvat de volgende soort:
- Iranoraphidia wittmeri (H. Aspöck & U. Aspöck, 1970)